# Minoranza
Il termine minoranza designa un gruppo di persone, che all’interno di una data società si differenziano, secondo i casi, sulla base di etnia (minoranza etnica), lingua (minoranza linguistica), religione (minoranza religiosa), genere, identità di genere, orientamento sessuale, condizione psicofisica, disabilità o altre caratteristiche distintive.

## Minoranze storiche e nazionali, comunità sprovviste di territorio e nuove minoranze
Vi sono dei criteri oggettivi stabiliti nelle diverse sedi internazionali con appositi trattati internazionali in base ai quali un insieme di individui è identificabile come gruppo di minoranza se condivide una identità culturale, etnica, religiosa e/o linguistica. Tale identificazione, spesso soggetta a problematiche di tipo sociopolitico ed economico, è particolarmente importante per garantirne diritti e tutele.
Dal punto di vista del loro legame con il territorio di riferimento possiamo identificare:
- Minoranze storiche e nazionali
  - Comunità storicamente residenti in un territorio, talvolta anche in epoche molto precedenti a quelle storiche di insediamento della/e maggioranza/e di riferimento. Il Parlamento europeo, nel paragrafo 7 della  Risoluzione del Parlamento europeo sulla protezione delle minoranze e le politiche contro la discriminazione nell'Europa allargata (2005/2008(INI) dell'8 giugno 2005, preso atto che non esiste una definizione condivisa sulle minoranze, raccomanda che nella definizione di «minoranza nazionale» si consideri come tale ogni gruppo di persone in uno Stato che:
    - risiedono nel territorio dello Stato in questione,
    - mantengono legami antichi, solidi e duraturi con lo Stato in questione,
    - presentano caratteristiche etniche, culturali, religiose o linguistiche specifiche,
    - sono sufficientemente rappresentative, sebbene numericamente inferiori al resto della popolazione dello Stato in questione o di una sua regione,
    - sono animate dalla volontà di preservare insieme ciò che costituisce la loro comune identità, incluse la cultura, le tradizioni, la religione o la lingua.

In Italia la tutela delle minoranze linguistiche storiche è regolata dalla legge 482 emanata nel 1999.
I Rom e Sinti provengono dall'India del Nord – Est, da dove si spostarono intorno all'anno mille e, giungendo in Europa attraverso diversi percorsi, si stanziarono in luoghi differenti. I Rom si fermarono principalmente nell'Europa dell'Est e nella zona dei Balcani, mentre i Sinti giunsero in Germania, in Francia e in Italia. La loro lingua, che ha subito gli influssi dei paesi attraverso i quali sono passati, è il romanes ed è una lingua orale. I Sinti giunsero in Italia intorno al 1400 e si stanziarono in diverse regioni. Più o meno nello stesso periodo giunsero dalla Grecia alcuni gruppi di Rom, che si stanziarono principalmente nell'Italia centro – meridionale. Altri gruppi, come i Rom Harvati, di origine croata, arrivarono nei primi anni del Novecento, mentre i Rom serbi e bosniaci si rifugiarono in Italia negli anni novanta per sfuggire ai conflitti nei Balcani. Durante la seconda guerra mondiale i Rom e Sinti vennero deportati nei campi di concentramento nazisti insieme agli ebrei perché considerati appartenenti ad una razza inferiore. Il loro genocidio è definito in lingua romanes "Porrajmos".Oggi in Italia ci sono circa 200.000 Rom e Sinti, di cui il 70% sono cittadini italiani.

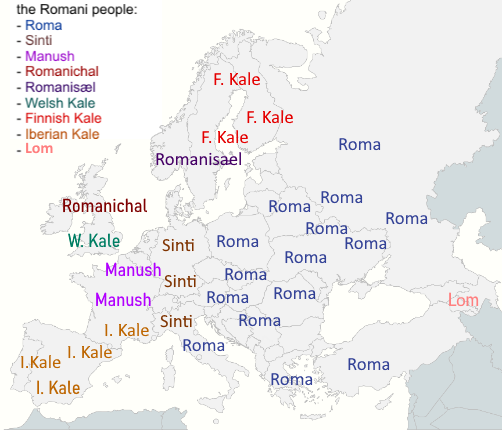
Distribuzione storica dei popoli di Lingua romaní in Europa

- Comunità non radicate su uno specifico territorio
  - Si tratta di quelle comunità come i Rom, i Sinti o i Camminanti che non fanno riferimento ad un territorio specifico di appartenenza.
  - I Rom e i Sinti sono due minoranze etniche non contemplate dalla Legge L. 482/99 (stante l'assenza del criterio della territorialità, ovvero la presenza di tali minoranze in una determinata regione italiana, criterio che la minoranza rom, data la sua dispersione su tutto il territorio nazionale, non può soddisfare). Il Parlamento italiano aveva perciò promesso nel 1999 un'apposita legge di riconoscimento e tutela: il fatto che tale legge non sia stata ancora presentata è oggetto di denuncia da parte del Comitato del Consiglio d'Europa.[4][5][6]

- Nuove minoranze
  - Si tratta di quelle comunità di minoranza in via di formazione ma di cui, anche quando non sono ancora storicamente radicate in uno specifico territorio, va sottolineata la natura collettiva.
  - La distinzione tra "minoranze nazionali storiche" e "nuove minoranze" viene ribadita anche nell'art. 42 della La Risoluzione del Parlamento europeo sulla protezione delle minoranze e le politiche contro la discriminazione nell'Europa allargata in cui viene ribadita l’importanza di “distinguere tra minoranze di origine migratoria recente e minoranze nazionali ed etniche tradizionali che sono autoctone nel territorio in cui vivono”.

(Ralph Waldo Emerson)

## Tutela
Gli Stati adotteranno idonee misure legislative ed altre allo scopo di conseguire questi obiettivi.»
(Art. 1 della ’’Dichiarazione sui diritti delle persone appartenenti alle minoranze religiose e linguistiche, nazionali o etniche (1992))
La tutela passa per l'adozione di misure amministrative di salvaguardia e attraverso il conferimento di diritti civili; in Italia le violazioni dei diritti conferiti dalle norme alle minoranze sono regolate dalla legge applicabile alla responsabilità per fatti illeciti.

### Criteri di tutela
I principali riferimenti legislativi di tutela delle minoranze:
- Mondo
  - 1976-ONU: Patto Internazionale sui Diritti Civili e Politici, adottato dall’Assemblea Generale delle Nazioni Unite il 16 dicembre 1966 ed entrato in vigore il 23 marzo 1976.[10]
  - 1992-ONU: Dichiarazione dei diritti delle persone appartenenti a minoranze religiose e linguistiche, nazionali o etniche[8] Archiviato il 4 marzo 2016 in Internet Archive. (Adottata all'unanimità dall'ONU)
- Europa
  - 1998-Consiglio d'Europa: Convenzione-quadro per la protezione delle minoranze nazionali[11]
  - 1992-UE: Carta europea per le lingue regionali o minoritarie (Riconosce le popolazioni autoctone che parlano una lingua diversa da quella della maggioranza ma non copre le lingue parlate da immigranti.)
  - 2005-UE: Protezione delle minoranze e le politiche contro la discriminazione nell'Europa allargata (Risoluzione del Parlamento UE)
    - Italia
      - 1947-Repubblica Italiana: Costituzione (Tutela con l'Art. 6 le minoranze linguistiche e con l'Art. 8 le minoranze religiose)
      - 1999-Repubblica Italiana: Norme in materia di tutela delle minoranze linguistiche storiche (Legge 15 dicembre 1999, n. 482) Archiviato il 12 maggio 2015 in Internet Archive.[2]